# Francesco Bevilacqua
Francesco Bevilacqua (Vibo Valentia, 21 ottobre 1944) è un politico italiano, senatore di Alleanza Nazionale prima e del Popolo della Libertà poi.

## Biografia
In pensione dopo aver svolto la professione di insegnante.
Nel 1994 viene eletto al Senato della Repubblica per Alleanza Nazionale.Segretario Amministrativo di AN al Senato nel 1994
Nel 1996 viene confermato al Senato della Repubblica per Alleanza Nazionale. È membro della 7ª Commissione permanente (Istruzione pubblica, beni culturali).Segretario Amministrativo di AN al Senato nel 1996
Nel 2001 è confermato al Senato della Repubblica per Alleanza Nazionale con il ruolo di vice capogruppo di AN. È membro della 7ª Commissione permanente (Istruzione pubblica, beni culturali) e della Commissione straordinaria diritti umani.
Nel 2008 viene rieletto per la quarta legislatura nelle liste del Popolo della Libertà.
Il 29 marzo 2011 ha co-firmato un disegno di riforma costituzionale per abolire la XII norma della Costituzione italiana, che vieta "la riorganizzazione, sotto qualsiasi forma, del disciolto partito fascista".                                                                                                     Nel dicembre ha aderito a Fratelli d'Italia-Centrodestra Nazionale.
Il 15 febbraio 2021 è tra i promotori della nascita di Cambiamo la Calabria diventando coordinatore regionale del partito. Con la nascita di Coraggio Italia, viene presentata una lista a sostegno di Roberto Occhiuto che vincerà le elezioni regionali e la lista coordinata da Francesco De Nisi riesce ad eleggere due consiglieri con il 5,66%. Il 18 novembre dello stesso anno diventa membro della direzione nazionale di Coraggio Italia in qualità di consigliere del presidente Luigi Brugnaro.
Alle elezioni politiche anticipate del 25 settembre 2022 viene candidato per il Senato nel collegio plurinominale della Calabria come capolista di Noi moderati, lista composta da Noi con l’Italia, Italia al Centro, Coraggio Italia e UdC ma non viene eletto.
Alla fine del 2023 aderisce a Indipendenza!, il nuovo movimento di Gianni Alemanno di cui diventa coordinatore regionale.